# سيان باريت
جاكسيبتكآي باريت (بالإنجليزية: Seán Barrett)‏ (و. 1944  م) هو سياسي أيرلندي، ولد في دبلن، هو عضوٌ في فاين جايل.

## مناصب
تولى منصب نائب دييل (منذ 10 مارس 2016)
- رئيس مجلس دويل أيرن  [لغات أخرى]‏ (9 مارس 2011–10 مارس 2016)
- نائب دييل (9 مارس 2011–3 فبراير 2016)[1]
- نائب دييل (14 يونيو 2007–1 فبراير 2011)[1]
- نائب دييل (26 يونيو 1997–25 أبريل 2002)[1]
- Minister for the Environment, Climate and Communications [الإنجليزية]‏ (23 مايو 1995–26 يونيو 1997)
- وزير الدفاع [الإنجليزية]‏ (23 مايو 1995–26 يونيو 1997)
- نائب دييل (14 ديسمبر 1992–15 مايو 1997)[1]
- نائب دييل (29 يونيو 1989–5 نوفمبر 1992)[1]
- نائب دييل (10 مارس 1987–25 مايو 1989)[1]
- نائب دييل (14 ديسمبر 1982–20 يناير 1987)[1]
- نائب دييل (9 مارس 1982–4 نوفمبر 1982)[1]
- نائب دييل (30 يونيو 1981–27 يناير 1982).[1]